# Touwia
Touwia és un gènere de molses de la família de les neckeràcies descrit per Ryszard Ochyra l'any 1986. És un gènere de distribució reduïda, es troba a Indonèsia i al nord d'Austràlia. Conté tres espècies acceptades.

## Taxonomia
- Touwia elliptica endèmica d'Austràlia, Papua Nova Guinea i Indonèsia[3][4]
- Touwia laticostata endèmica de Queensland, Austràlia
- Touwia negrosensis